# Lipótvárosi zsinagóga
A Lipótvárosi zsinagóga egy tervbe vett monumentális budapesti zsinagóga, amely a 20. század elején épült volna, és 3800 fős befogadóképességgel hű tükre lett volna a gyarapodó és gazdagodó budapesti zsidóságnak. Az épület végül anyagi nehézségek miatt nem készült el, történetéről csak korabeli tervrajzok és újságcikkek mesélnek.

## Története
Az emancipáció következtében Magyarország zsidósága nagyfokú szabadságot kapott a 19. század második felében, száma jelentős mértékben gyarapodni kezdett, és Budapest kulturális életében is egyre nagyobb szerepet töltött be. Habár a század folyamán több zsinagóga épült Budapest területén – beleértve a nagyméretű Dohány utcai zsinagógát is –, ezek már nem tudták ellátni a budapesti zsidóság hitéletéhez szükséges funkciókat, ráadásul egyáltalán nem voltak kiemelt helyen, és többségüket más épületek fogták szorosan közre. Lipótváros zsidósága ebben az időben 12 000, a szomszédos VI. és VII. kerületé pedig 72 000 fő volt. 1893-ban a pesti zsidó hitközség kéréssel fordult a főváros vezetőségéhez:
„A hitközség, midőn istentiszteleti intézményei terén egy általánosan érzett hézagot óhajt pótolni, arra kell, hogy tekintettel legyen, hogy az általa megalkotandó templom a mellett, hogy egyrészt terjedelménél fogva a zsidó hívek minél nagyobb számát legyen képes tartósan befogadni, másrészt a fő és székvárosnak méltó díszére szolgáló monumentális épület legyen.”
Az építendő templom helyszínéül a főváros a Szalay utca, Szemere utca, Markó utca és Koháry (ma Nagy Ignác utca) utcák által körülvett telket jelölte ki, és adta oda ingyenesen a hitközség részére. 1898. február 20-án meg is jelent a felhívás a pályázatok elkészítésére, azzal a kikötéssel, hogy:
- az épületnek szabadon kell állnia
- 3600 fő befogadására alkalmasnak kell lennie (ehhez képest a Dohány utcai zsinagógában 1492 férfi és 1472 női, összesen 2964 ülőhely van.)[1]
- elkészítésének költsége maximálisan egymillió osztrák–magyar forint lehet.

A felhívásra végül 23 pályázat érkezett be, amelyeket kevesebb mint egy hónap alatt bírálta el a Kohner Zsigmond hitközségi elnök vezette testület, amelyben korabeli neves építészek is helyet foglaltak. Néhány e tervek közül:
- Foerk Ernő és Schömer Ferenc terve
- Bálint Zoltán (építész) és Jámbor Lajos (építész) terve
- Lajta Béla terve
- Schickedanz Albert és Herzog Fülöp Ferenc terve Archiválva 2016. április 6-i dátummal a Wayback Machine-ben
- Márkus Géza terve Archiválva 2016. április 6-i dátummal a Wayback Machine-ben
- Vágó József, Vágó László és Scheer Izidor terve Archiválva 2016. április 6-i dátummal a Wayback Machine-ben
- Scheer Izidor és Pollák Manó terve
- Kármán Géza Aladár és Ullmann Gyula terve Archiválva 2016. április 6-i dátummal a Wayback Machine-ben
- Henri Evers terve[halott link]
- Baumhorn Lipót terve

Az első helyezést Foerk Ernő és Schömer Ferenc terve nyerte el. Az épület valószínűleg a világ legnagyobb zsinagógája lett volna, hiszen a New Yorkban lévő, és még a Dohány utcai zsinagógánál is nagyobb Emánu-Él zsinagóga is „mindössze” 2500 ember számára biztosít ülőhelyet, magassága pedig 103 láb (31 méter), míg a Foerk-féle terv 3800 fős befogadóképességgel, és 70 méteres magassággal számolt. (Az igaz, hogy még így is alacsonyabb lett volna a közeli 96 méter magas Szent István-bazilikanál és az ugyancsak 96 méter magas Országháznál – ugyanakkor alig lett volna alacsonyabb, mint a Rózsák téri templom (76 méter) vagy a Mátyás-templom (78 méter), és magasabb lett volna a 67 méter magas Bakáts téri templomnál.)
Komoly problémát jelentett azonban, hogy a tervek jócskán felülmúlták az építési költségekkel kapcsolatban megszabottakat (pl. a győztes pályamű kupolája maga is hatmillió forintra volt tervezve.) Foerk és Schömer ezt követően újabb terveket Archiválva 2016. április 7-i dátummal a Wayback Machine-ben adott be, de ezek esetében sem sikerült a megfelelő szintre leszorítani a költségeket. Hosszas tervezgetések után, 1907-ben a hitközség dr. Weinmann Fülöp (1839–1911) udvari tanácsos, új hitközségi elnök javaslatára elvetette a további terveket, a telket pedig egy másik, a Dohány utcai zsinagóga mellett fekvő telekre cserélte. Ide épült később a Hősök temploma. A lipótvárosi zsinagóga nem tudott megépülni.